# Yangel Herrera
Yangel Clemente Herrera Ravelo (* 7. Januar 1998 in La Guaira) ist ein venezolanischer Fußballspieler, der beim spanischen Erstligisten FC Girona unter Vertrag steht. Der defensive Mittelfeldspieler ist seit Oktober 2016 venezolanischer Nationalspieler.

## Karriere

### Verein
Herrera stammt aus der Jugendarbeit von Atlético Venezuela, bevor er im Januar 2015 sich dem Monagas SC anschloss. Bereits ein Jahr später kehrte er zu Atlético zurück und gab am 31. Januar 2016 beim 2:1-Heimsieg sein Debüt gegen die Estudiantes de Mérida. Am 5. März traf er beim 3:3-Unentschieden auswärts gegen den Aragua FC erstmals in der höchsten venezolanischen Spielklasse. In der Saison 2016 kam er in 28 Spielen zum Einsatz, in denen er drei Tore und vier Vorlagen sammelte.
Am 31. Januar 2017 wechselte Yangel Herrera zum englischen Erstligisten Manchester City und wurde sofort für zwei Jahre zum Partnerverein New York City FC in die Major League Soccer ausgeliehen. Sein erstes Spiel bestritt er am 12. März (2. Spieltag) beim 4:0-Heimsieg gegen D.C. United. Am 30. April erzielte er beim 3:2-Auswärtssieg gegen Columbus Crew sein erstes Tor und bereitete in diesem Spiel auch einen Treffer vor. In 20 Ligaspielen erzielte er ein Tor und bereitete zwei weitere Treffer vor. In seiner zweiten Saison 2018 stieg er zum unumstrittenen Stammspieler auf, musste jedoch von Juni bis Oktober 2018 20 Ligaspiele aufgrund einer Knöchelverletzung pausieren. Die MLS-Spielzeit beendete er mit 18 Ligaeinsätzen. Die Saison 2018/19 beendete er dann beim spanischen Erstligisten SD Huesca, wo er in 16 Ligaspielen zum Einsatz kam. Nach dem Abstieg der Mannschaft kehrte er im Sommer 2019 zu den Citizens zurück.
Zur Saison 2019/20 wechselte er erneut auf Leihbasis zum spanischen LaLiga-Aufsteiger FC Granada. Sein Debüt bestritt er am 1. September 2019 (3. Spieltag) beim 3:0-Auswärtssieg gegen Espanyol Barcelona. Beim 2:0-Auswärtssieg gegen Celta Vigo am 4. Spieltag, traf er erstmals für Granada. In dieser Spielzeit bestritt er 30 Ligaspiele, in denen ihm zwei Tore und drei Vorlagen gelangen.
Am 30. August 2020 wurde er für ein zweites Jahr an den FC Granada ausgeliehen. Im Anschluss wurde der Venezolaner an Espanyol Barcelona weiterverliehen.
Auch zur Saison 2022/23 wurde er verliehen, ein weiterer spanischer Erstligist, der FC Girona, sicherte sich die Dienste des Kolumbianers für ein Jahr. Im Sommer 2023 verpflichtete Girona Herrera fest.

### Nationalmannschaft
Im Jahr 2015 bestritt Yangel Herrera bei der U17-Südamerikameisterschaft 2015 vier Einsätze für die venezolanische U17-Nationalmannschaft, in denen er viermal treffen konnte.
Danach nahm er mit der U20 an der U20-Südamerikameisterschaft 2017 teil, bei der er seine Mannschaft als Kapitän in sieben Spielen aufs Feld führte, in denen er zwei Tore erzielen konnte. Bei der U20-Weltmeisterschaft 2017 in Südkorea war er ebenfalls Kapitän seiner Mannschaft und erreichte mit dieser das Finale des Turniers. Mit dem entscheidenden Treffer zum 1:0 in der 108. Spielminute, schoss er dabei sein Land gegen Japan ins Viertelfinale. Das Endspiel gegen England ging dann zwar mit 0:1 verloren, jedoch war dies, in der erst zweiten Teilnahme einer venezolanischen U-20-Nationalmannschaft an einer Endrunde, die beste Platzierung.
Bereits am 10. Oktober 2016 hatte Herrera bei der 0:2-Auswärtsniederlage gegen Brasilien in der Qualifikation zur Weltmeisterschaft 2018 für die venezolanische A-Auswahl debütiert. Am 11. Oktober 2017 erzielte er beim 1:0-Auswärtssieg in der Qualifikation gegen Paraguay seinen ersten Länderspieltreffer.
Im Juni 2019 nahm er mit Venezuela an der Copa América 2019 in Brasilien teil, wo er in drei Spielen zum Einsatz kam und mit seinem Land im Viertelfinale an Argentinien scheiterte.

## Erfolge
Venezuela U20
- U20-Weltmeisterschaft: 2017 Zweiter Platz
- U20-Südamerikameisterschaft: 2017 Dritter Platz

Individuelle Auszeichnungen
- U20-Weltmeisterschaft Bronze Ball: 2017